# Marl (Diepholzi járás)
Marl község Németországban, Alsó-Szászországban, a Diepholzi járásban. Lakosainak száma 661 fő (2023. december 31.).

## Földrajza
Marl Quernheim, Brockum, Hüde, Stemshorn és Lemförde községekkel határos.